# メヒシバ属
メヒシバ属 Digitaria はイネ科の分類群の一つ。日本では小柄な雑草が多いが、食用とされる種もある。また雑草としても重要なものを含む。

## 概説
メヒシバ属は細い穂をまばらに出すイネ科植物の群で、小穂は卵形でほぼ扁平、それが花軸に密着するように生じる。名前は日本産のごく普通種であるメヒシバ（雌日芝）が、日向に生えて、同様にごく普通種で掌状に穂を広げるオヒシバ（雄日芝）に比べて弱々しく見えることによる。ちなみにメヒシバは細い茎が地面を這い背丈もせいぜい50cm、普通はもっと低い草であるが、南米原産のススキメヒシバ D. insuralis は株立ちになって草丈1.5mにも達する。
学名はラテン語の指に由来し、花序の形状による。
食用とされる種もあるが、日本では大きな利用はない。むしろ、雑草として非常に頻繁に見かけるものである。これは日本本土ではほとんどがメヒシバだが、コメヒシバやアキメヒシバも頻繁に見られる。

## 特徴
一年草または多年草。花序は穂状に見える総状花序をなす花軸を、花茎の先端から輪生状、または束状に出す。小穂は花軸に密着するようにつく。小穂は二つずつまとまって生じ、それらは同型ながら柄は長さ不同。扁平になった花軸の片側の面に多くは二列に並んで生じる。
小穂は楕円形などやや細長い形で腹背に扁平。内部には二つの小花を含み、上のもののみが結実する。第一包穎は退化的に小さくなるか、または消失、第二包穎は小穂より小さい。第一護穎が小穂と同長で脈を持ち、第二護穎（登実護穎）は毛がなくて光沢がある。つまり、小穂の外面はその大部分が二つの小花の護穎に包まれる。

## 分類
全世界の暖地に分布して100種以上があり、広く帰化植物としても生育する。佐竹他は日本産の種として5種をあげているが、初島は11種を記録している。これは前者になくて後者にあるもののほとんどが亜熱帯域の帰化種である事による。ちなみにYlistは14種をあげている。
日本における代表的なものを以下にあげておく。
Digitaria メヒシバ属
- D. ciliaris メヒシバ
- D. timorensis コメヒシバ
- D. henryi ヘンリーメヒシバ
- D. violascens アキメヒシバ

このうちメヒシバとアキメヒシバは日本全土に普通、コメヒシバは本州の関東以西、ヘンリーメヒシバは九州南部以南に普通に見られる。ただしコメヒシバは帰化種ではないかともされる。
分類については、種類が多く多型的であり、しかも世界に広く雑草として広がるものが多いことから分類が困難な群との指摘もある。
他の属でこれに類似するものとして、花茎の先端付近から細い花軸を放射状に出すものにギョウギシバ（ギョウギシバ属）やキシュウスズメノヒエ（スズメノヒエ属）などがあり、一見では判断が難しい場合もある。オヒシバ（オヒシバ属）も花序の形としては似るが、穂が太く、見かけは随分異なる。

## 利害
日本では特に利用がないが、この属には雑穀として食用とされるものが幾つか含まれる。アフリカのフォニオ D. exilis や、東ヨーロッパのオニメヒシバ D. sanguinalis などが有名である。
他方で雑書としては著名なものが多い。メヒシバは「日当たりのよい荒れ地や道ばたに最も普通に見られる雑草」であり、東南アジアや日本ではもっとも頑強な雑草で、夏野菜の畑において除草をしなければ、収量が１／３以下になるとさえいわれる。また、他方で年緑地などにおいてその種子生産が野鳥や小動物の食料として重要との指摘もある。。日本ではそれ以外の種にも、それほど顕著ではないが、ごく普通の雑草がある。